# Ecphysis
Ecphysis (en griego ἔκφυσις surgir o brotar), es un género de polilla monotípico perteneciente a la familia Geometridae. El género fue descrita por primera vez por David Stephen Fletcher habiendo sido descrito en 1979. Su única especie, Ecphysis roboginosa, se encuentra con endemismo en Australia.
Es una polilla pequeña con el ala anterior de 11,2 milímetros (0,4 plg) de largo y de color azul acero.